# Stanisław Sudnik
Stanisław Sudnik (ur. 4 grudnia 1921 w Zochcinie, zm. 1 marca 2017 w Ostrowcu Świętokrzyskim) – polski artysta fotograf. Członek rzeczywisty Okręgu Świętokrzyskiego Związku Polskich Artystów Fotografików. Członek założyciel Świętokrzyskiego Towarzystwa Fotograficznego. Przedstawiciel Kieleckiej Szkoły Krajobrazu.

## Życiorys
Był pracownikiem Zakładu Obsługi Zieleni w Ostrowcu Świętokrzyskim. Od 1946 roku tworzył fotograficzną dokumentację Ostrowca Świętokrzyskiego. Był współzałożycielem Towarzystwa Miłośników Ostrowca Świętokrzyskiego. W 1952 roku był współtwórcą i członkiem założycielem Świętokrzyskiego Towarzystwa Fotograficznego, w którym przez kilkanaście lat był prezesem Zarządu. Aktywnie uczestniczył w pracach (działalności) grup artystycznych w Ostrowcu Świętokrzyskim – „Grupy 10” i „Grupy V”. W latach 1976–1978 był członkiem „Grupy 10x10”, działającej przy Kieleckiej Delegaturze ZPAF. W 1986 roku został przyjęty w poczet członków rzeczywistych Okręgu Świętokrzyskiego Związku Polskich Artystów Fotografików. W 1993 roku został członkiem honorowym Fotoklubu Galeria MCK w Ostrowcu Świętokrzyskim.   
Był autorem i współautorem wielu wystaw fotograficznych, indywidualnych i zbiorowych, w Polsce i za granicą – m.in. w NRD, Holandii, Czechosłowacji. Jest laureatem nagród marszałka Województwa Świętokrzyskiego i prezydenta Ostrowca Świętokrzyskiego. W 2011 roku z inicjatywy Miejskiego Centrum Kultury w Ostrowcu Świętokrzyskim wydano album „Stanisław Sudnik – Fotografie”, będący zalążkiem „Kolekcji Wydawniczej Fotografii Ostrowieckiej”.  
14 lipca 2016 roku Stanisław Sudnik został uhonorowany Medalem Okręgu Świętokrzyskiego ZPAF, podczas uroczystości jubileuszu 95-lecia życia,  70-lecia pracy twórczej i 30-lecia działalności w ZPAF. Jego fotografie znajdują się w zbiorach Muzeum Narodowego w Kielcach, Muzeum Kultury Leśnej w Gołuchowie, Biura Wystaw Artystycznych w Kielcach i Okręgu Świętokrzyskiego ZPAF. 
Zmarł 1 marca 2017 roku w Ostrowcu Świętokrzyskim. Uroczystości pogrzebowe odbyły w kościele św. Michała Archanioła w dniu 3 marca 2017. Został pochowany cmentarzu parafialnym przy ulicy Denkowskiej w Ostrowcu Świętokrzyskim.

## Odznaczenia
- Złoty Krzyż Zasługi
- Odznaka Tysiąclecia Państwa Polskiego
- Odznaka „Zasłużony Działacz Kultury”
- Medal 40-lecia ZPAF
- Medal Okręgu Świętokrzyskiego ZPAF[5]

Źródło